# دورونيا
دورونيا (بالإيطالية: Duronia)‏ هي بلدية في مقاطعة كمبباسة في منطقة مليزة الإيطالية، وتقع على بعد حوالي 20 كيلومتر (12 ميل) شمال غرب كمبباسة.